# Struan Stevenson
Struan Stevenson (ur. 4 kwietnia 1948 w Ballantrae w South Ayrshire) – szkocki polityk, rolnik, deputowany do Parlamentu Europejskiego V, VI i VII kadencji (1999–2014).

## Życiorys
Z wykształcenia dyplomowany rolnik, absolwent Szkockiej Akademii Rolniczej. Od 1968 do 2004 był dyrektorem rodzinnej spółki z o.o. zajmującej się rolnictwem i turystyką. Kierował także w międzyczasie m.in. galerią w Edynburgu, a także zespołami doradców. Przez ponad dwadzieścia lat był radnym South Ayrshire. Trzykrotnie bez powodzenia kandydował w wyborach do Izby Gmin.
W 1999 z listy Szkockiej Partii Konserwatywnej został wybrany w skład Parlamentu Europejskiego. W 2004 i 2009 skutecznie ubiegał się o reelekcję. W VII kadencji został członkiem nowej grupy pod nazwą Europejscy Konserwatyści i Reformatorzy, a także wiceprzewodniczącym Komisji Rybołówstwa. Jako europoseł prowadził kampanię informacyjną dotyczącą skutków radzieckich programów jądrowych w Kazachstanie i sytuacji ofiar cywilnych promieniowania. Za swoją został działalność nagrodzony przez Fundację Templetona.